# 埃塞俄比亚国徽
埃塞俄比亞國徽啟用於1996年。為圓形，藍地，繪有一顆放射光芒的黃色五角星。本徽亦出現於埃塞俄比亞國旗上。

## 历史国徽
|                                 |                                 |                                 |
| 阿比西尼亚帝国（1897年–1941年） | 埃塞俄比亚帝国（1930年–1941年） | 埃塞俄比亚帝国（1889年–1913年） |

|                                 |                                  |                                        |
| 埃塞俄比亚帝国（1941年–1974年） | 社会主义埃塞俄比亚（1974－1987） | 埃塞俄比亚人民民主共和国（1987－1991） |

|                                 |                                       |                                   |
| 埃塞俄比亚过渡政府（1992-1996） | 埃塞俄比亚联邦民主共和国（1996-2009） | 埃塞俄比亚联邦民主共和国（1996-） |